# Global Fact-Checking Network
Global Fact-Checking Network (GFCN) — самопроголошений міжнародний альянс фактчекерів і ЗМІ, створений у листопаді 2024 року, з веб-сайтом, який працює з квітня 2025 року, підконтрольний російській державі. GFCN стверджує, що бореться з фейковими новинами, але насправді поширює російську пропаганду під виглядом фактчекінгу. Співзасновниками організації є Автономна некомерційна організація «Діалог», Школа нових медіа та ТАСС.

## Історія
GFCN було вперше представлено як ініціатива на форумі "Діалог про фейки 2.0" у Москві 20 листопада 2024 року. Наступного дня речниця Міністерства закордонних справ Російської Федерації Марія Захарова під час прес-брифінгу представила GFCN як протидію тому, що вона назвала «невпинним потоком фейкових історій і дезінформаційних кампаній Заходу», звинувативши західних фактчекерів у тому, що вони займаються «упередженою псевдо-перевіркою фактів».

## Критика
Незважаючи на те, що GFCN заявляє про перевірку фактів і боротьбу з фейковими новинами, ця організація лише займається поширенням російської пропаганди під виглядом фактчекінгу, оскільки співзасновниками GFCN є Автономна некомерційна організація «Діалог», Школа нових медіа та ТАСС, які перебувають під санкціями ЄС за поширення дезінформації та пропаганди на підтримку російського вторгнення в Україну через їхні тісні зв'язки з Кремлем. Директор IFCN Енджі Дробніч Холан заявила, що «це частина довгої лінії тактики Росії, спрямованої на імітацію незалежних інституцій, але на службі політичним інтересам Росії». Незалежні фактчекери з іспанської платформи Maldita, італійського сайту розслідувань Facta та служби фактчекінгу Deutsche Welle звернули увагу на відсутність прозорості та професійних стандартів у діяльності GFCN. На початку серпня 2025 року регіональна співробітниця RSF в Україні та автор доповіді про GFCN Полін Мофре заявила команді France 24, що «GFCN не є структурою, яка діє незалежно від решти російської мережі впливу». Більше того, так звані експерти, які з'являються на сайті GFCN як автори статей, такі як голландська журналістка Соня ван ден Енде, Александр Геррейро, регулярно діляться неправдивою інформацією в Інтернеті та використовують неперевірений контент без джерел через свою проросійську позицію та зв'язок з російською пропагандою.
На початку червня 2025 року Deutsche Welle проаналізувала кілька статей GFCN, в яких були виявлені постійні проблеми з джерелами та методологією. Стаття під назвою «Чи схильний ChatGPT до російської пропаганди?» не дає відповіді на це питання, натомість авторка Соня ван ден Енде захищає ТАСС як «міжнародне інформаційне агентство з більш ніж 1700 співробітниками» з «власним офісом на борту Міжнародної космічної станції», нападаючи на норвезьке ЗМІ NRK, яке поставило під сумнів довіру до російського агентства. NewsGuard зазначила, що Росія не займається фактчекінгом, використовуючи концепцію перевірки фактів з метою її підриву. У середині червня 2025 року «Репортери без кордонів» (RSF) проаналізували 39 статей, 15 з яких слугували насамперед для просування мережі та її членів, наприклад, їхньої участі в російських форумах, а не фактчекінгу.